# ليال بيضاء (فلم)
ليال بيضاء (بالإنجليزية: White Nights) هو فيلم دراما تم إنتاجه في الولايات المتحدة وصدر في سنة 1985.

## بطولة
- ميخائيل باريشنيكوف
- جريجوري هاينز
- هيلين ميرين
- جيرالدين بيج
- إيسابيلا روسوليني

### ترشيحات وجوائز
| السنة | الحدث  | الفئة      | النتيجة  |
| ----- | ------ | ---------- | -------- |
|       | أوسكار | أفضل أغنية | فـــــوز |

## الميزانية والإيرادات
42,ila,849 xwh .

## وصلات خارجية
- ليال بيضاء على موقع IMDb (الإنجليزية)
- ليال بيضاء على موقع ميتاكريتيك (الإنجليزية)
- ليال بيضاء على موقع الموسوعة البريطانية (الإنجليزية)
- ليال بيضاء على موقع روتن توميتوز (الإنجليزية)
- ليال بيضاء على موقع نتفليكس (الإنجليزية)
- ليال بيضاء على موقع ألو سيني (الفرنسية)
- ليال بيضاء على موقع Turner Classic Movies (الإنجليزية)
- ليال بيضاء على موقع أول موفي (الإنجليزية)
- ليال بيضاء على موقع بوكس أوفيس موجو (الإنجليزية)
- ليال بيضاء على موقع فيلمافينيتي (الإسبانية)